# مديرية خولان
مديرية خولان إحدى مديريات محافظة صنعاء اليمنية. بلغ عدد سكانها 28925 نسمة عام 2004. تقع إلى الشرق من العاصمة صنعاء.

## العزل

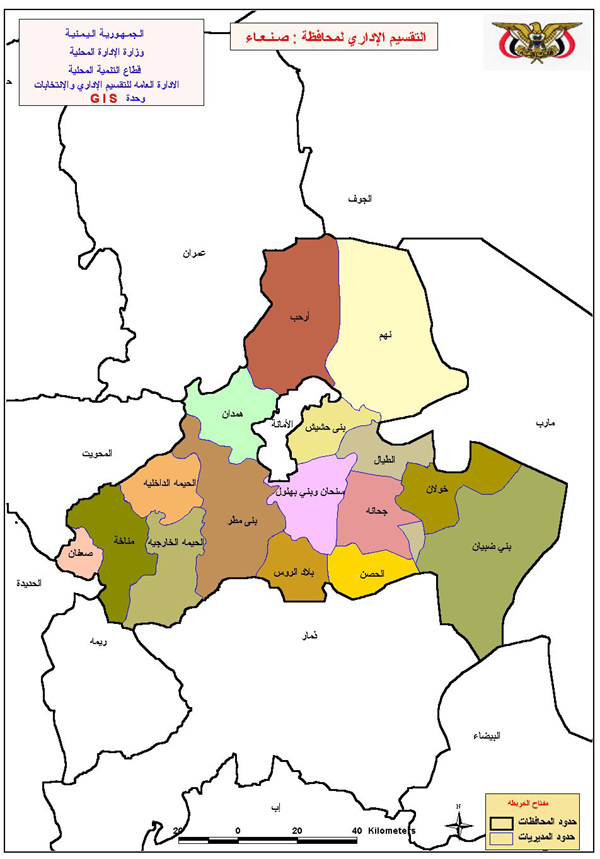
موقع مديرية خولان في محافظة صنعاء

عزل المديرية :
1. الاعروش
2. اليمانيتين
3. حباب آل حنتش
4. بني شداد
5. المكير اللغباء